# 江本茂夫
江本 茂夫 （えもと しげお、1888年（明治21年）12月25日 - 1966年（昭和41年）1月29日）は、大日本帝国陸軍軍人。最終階級は陸軍中佐。

## 経歴
- 徳島県立江（現小松島市）出身。陸軍士官学校（23期）を卒業[1]。陸軍少尉に任ぜられる。
- 江本少尉最初の任地は，篠山（ささやま，兵庫県）の歩兵第70連隊。
- 大正7年3月、陸軍高等外国語試験（英語）に合格
- 大正7年4月、陸軍委託学生として東京外国語学校（現在の東京外国語大学）に入学。
- 大正8年東京外国語学校卒業。
- その後、1年香港に留学する。
- 大正13年2月天津在勤中のある日，江本はフランス陸軍元帥ジョフルと日本軍司令官少将鈴木一馬との間の通訳（大12．2）を果たす。
- 天津勤務を終って江本大尉は蹄朝して参謀本部英国班勤務を命じられる。
- 大正14年8月，37歳の陸軍歩兵大尉江本茂夫は津川とよ（東京都赤坂区青山南町）と結婚，新居を世田谷区代田橋に定めた．江本夫妻はその後3男2女をもうけた。
- 昭和5年、陸軍高等語学（佛語学）試験合格
- 1936年（昭和11年）4月～1941年（昭和16年）7月まで横浜専門学校（現・神奈川大学）主任教授。
  - 元通訳士官（英語版）として、江本式英語教育を進める。江本教授は時に平服で、時に肩に階級章のついた軍服にサーベルを吊って横浜専門学校に通勤。台風にふんどし姿に軍服を丸めてそれにサーベルを通して肩に担いだ異様な姿の軍人は横専の学生を見かけるや英語で叱咤激励し、「軍人の英語は弾丸の飛雨する中でもよく通らなければならぬ！」と指導し、学生は勇気を振って登校し風雨の町を行く人々は驚いたとされる。
  - 江本の授業は、教材『Emoto's Vivid English(1936)』を用いることもあるが、それよりも英字新聞などを教材とし、ユーモアや、シェークスピアなどが原典である諺、時事問題などを交えた、機関銃のようなListening、Speaking、ProductivePowerを直接鍛える（Direct Method）「横専方式」英語であった。

- 昭和16年7月？品川停車場司令官を命じられる。
- 昭和19年3月　北海道函館俘虜収容所長
  - 英国人らの俘虜に得意の英語で接し、俘虜から慕われる。
  - 江本は元々日本軍の俘虜の待遇について不満を持っており、収容所長には志願したとされる。着任すると早速彼は、看守のみならず俘虜を使役する工場の従業員に至るまでに、体罰の禁止を申し渡した。また俘虜への給与も改善し、持ち前の英語力で彼等と積極的にコミュニケーションをとった。横浜専門学校時代、日本一の英語教師といわれた人だけに、英国人俘虜の中には、かれのことを「オックスフォードのプロフェッサー」と呼ぶ人もいた。
  - しかし、江本の俘虜に対する配慮は陸軍からよく思われていなかったらしく、1945年4月に江本は北海道の炭鉱で朝鮮人労働者を監督する地位に落されてしまう。
  - しかし、1945年8月15日、日本は敗戦し世の中がひっくり返る。英国人俘虜だった者（もはや戦勝国の軍人である）の暴動が起きる。この暴動を止められるのはもはや、江本中佐しかいなかった。当局は函館に江本中佐を呼び戻した。江本中佐はビールを調達し函館収容所に向かった。「Bottoms　up！乾杯!　君たちの勝ちだったな」と江本は言った。何よりも外国語の実力と国際感覚、それに3ケ月前までの人道的扱いは元俘虜たちの身にしみていた。江本中佐のお陰で暴動は沈静化した。当時の英国人俘虜は皆深く日本を恨んでいる。しかし江本のことを悪く言う人は一人もいないという。

- 昭和41年（1966年）没。

## 著書
- 英語教材として『Emoto's Vivid English(1936)』
- 英語訳『英訳戦闘綱要”BATTLE PRINCIPLES”Translated into English from the Original Japanese（1934年） 』
- 翻訳『リデル・ハート著・英帝国崩壊の真因』